# Regina Letizia a Spaniei
Letizia Ortiz Rocasolano (n. 15 septembrie 1972, Oviedo, Spania) este soția Regelui Felipe al VI-lea. Înainte de căsătoria cu Felipe, a fost jurnalistă.

## Educație și carieră
Studiile gimnaziale le-a terminat în Oviedo, apoi a învățat la Liceul Ramiro de Maeztu din Madrid și a obținut o licență în jurnalism și un masterat în Comunicare audiovizuală de la Universitatea Complutense din Madrid. În timpul studiilor a lucrat  pentru cotidianul La Nueva España, ziarul ABC și agenția de știri EFE.
După obținerea licenței a locuit la Guadalajara, Mexic și a lucrat pentru ziarul „Siglo XXI”; la întoarcerea în Spania a lucrat  la varianta spaniolă a canalului Bloomberg și apoi pentru CNN+.
În 2000, s-a mutat la trustul TVE unde a lucrat la televiziunea de știri „24 Horas”. A fost prezentă în timpul campaniei electorale din SUA din 2000. În 2001 a prezentat în direct atentatul din 11 septembrie, de la New York. În 2002 a fost în Galicia, în nordul Spaniei, de unde a vorbit despre dezastrul ecologic produs de scufundarea tancului petrolier Prestige. În 2003, a făcut reportaje despre războiul din Irak. În același an, cu câteva luni înaintea logodnei cu Felipe, a fost promovată la știri, la „Telediario 2”, cel mai vizionat canal de știri din Spania.

## Prima căsătorie
La 7 august 1998, după o relație de aproape 10 ani , Letizia s-a căsătorit civil cu Alonso Guerrero Pérez, licențiat în filozofie, scriitor și profesor de literatură la liceul unde învățase ea. Nu au avut copii, iar un an mai târziu au divorțat.

## Logodna și a doua căsătorie

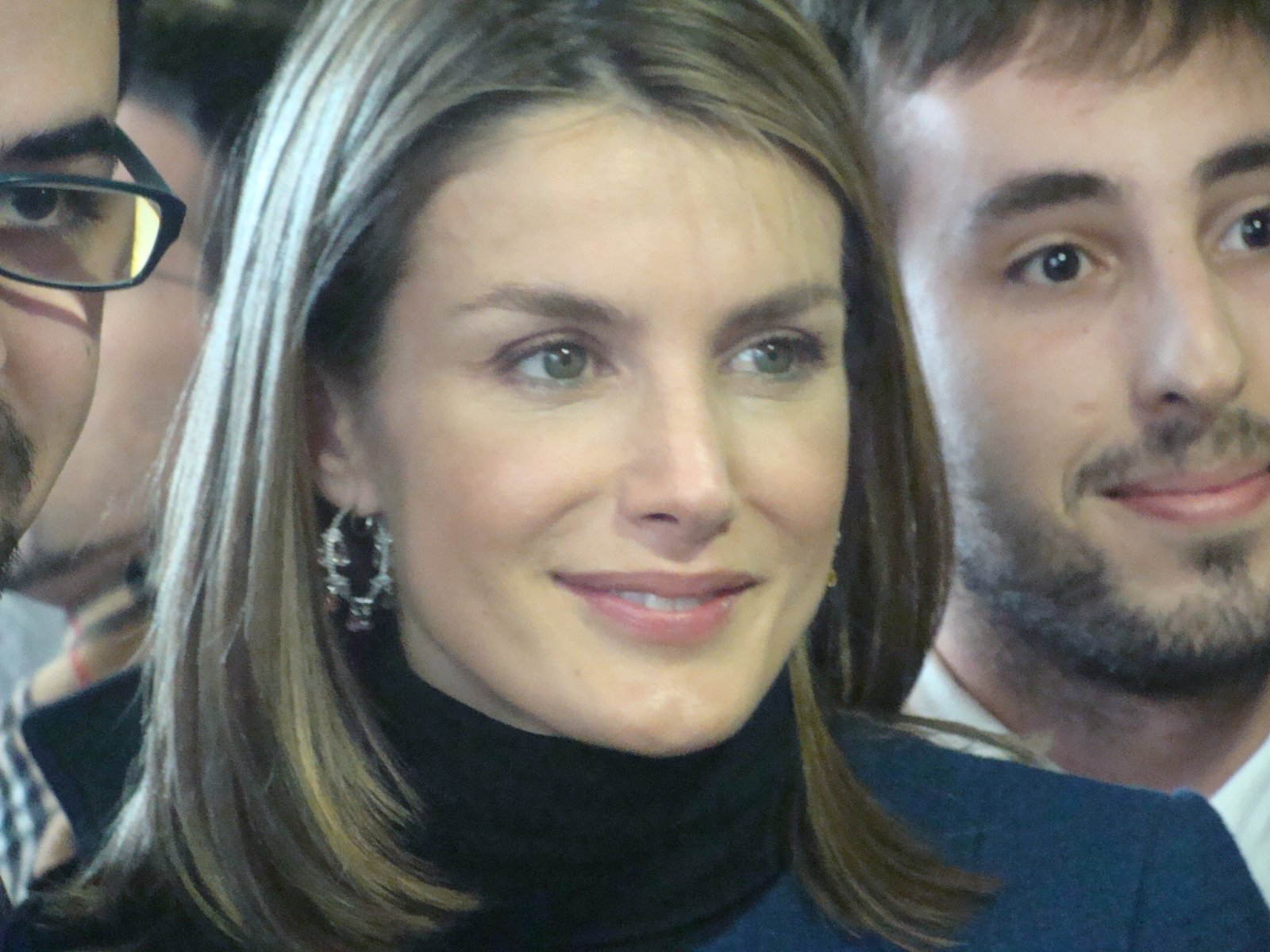
Prințesa Letizia

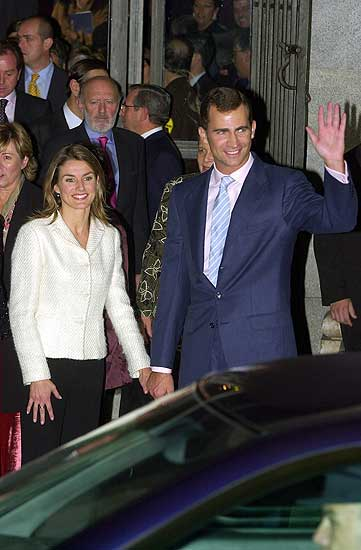
Felipe și Letizia în 2003.

La 1 noiembrie 2003, spre surprinderea tuturor, Casa Regală a anunțat logodna Prințului Felipe de Asturia cu Letizia Ortiz Rocasolano. Letizia s-a mutat la Palatul Zarzuela până în ziua nunții.
Nunta a avut loc la 22 mai 2004 la Catedrala Santa María la Real de la Almudena din Madrid. A fost prima nuntă regală de la această catedrală sfințită în 1993 de Papa Ioan Paul al II-lea. Ceremonia a avut loc la aproape un secol de la ultima nuntă regală din Madrid, deoarece Regele Juan Carlos și Regina Sofía s-au căsătorit la Atena, iar surorile Prințului Felipe s-au căsătorit la Sevilia și Barcelona.
Prima căsătorie a Letiziei fiind doar civilă, Biserica nu a considerat-o validă și deci nu a fost nevoie de anularea ei înainte de căsătoria religioasă cu Prințul de Asturia. După nuntă, cuplul s-a stabilit la reședința prințului.

### Prințesă de Asturia
Încă de la început Letizia s-a implicat în îndatoririle soțului ei. Au călătorit în numele regelui în toată țara, cât și în străinătate. Împreună cu alți membri ai familiei regale, Prințesa Letizia a conferit diferite distincții și a participat la evenimentele oficiale ale altor case regale. Agenda ei personală s-a concentrat pe probleme sociale, drepturile copiilor, cultură și educație.

### Regină a Spaniei
La data de 19 iunie 2014, în urma abdicării Regelui Juan Carlos, Prințul Felipe de Asturia a devenit regele Felipe al VI-lea al Spaniei, astfel Prințesa Letizia devenind la rândul său regina Spaniei.

## Copii
La 8 mai 2005 s-a anunțat că Letizia este însărcinată, iar la 31 octombrie 2005 s-a născut infanta Leonor, primul copil al cuplului, care a fost botezată la 14 ianuarie 2006. Nașii au fost regele și regina Spaniei.
La 18 iunie 2014 regele Juan Carlos I al Spaniei a semnat actul de abdicare care a intrat în vigoare pe 19 iunie 2014. Tatăl infantei Leonor, prințul Felipe de Asturia, a devenit astfel regele Felipe al VI-lea al Spaniei, iar Leonor a devenit moștenitoarea tronului și prințesă de Asturia.
Până în momentul de față, succesiunea la tronul Spaniei se stabilește după sistemul primogeniturii de sex masculin, descendenții de sex masculin având prioritate față de surorile lor, indiferent de vârstă. 
La data de 25 septembrie 2006, Casa Regală a anunțat că prinții de Asturia așteaptă al doilea copil în mai 2007. La 29 aprilie 2007 s-a născut a doua lor fiică, infanta Sofía. Botezul acesteia a avut loc la 15 iulie 2007, iar nașii au fost bunica din partea mamei și prințul Konstantin-Assen al Bulgariei.